# Can Manyé (Alella)
Can Manyé és un edifici d'Alella (Maresme) inclòs a l'Inventari del Patrimoni Arquitectònic de Catalunya.

## Descripció
Es tracta d'un edifici civil format per una planta baixa i un pis i cobert per una teulada que en la part central té dues vessants amb el carener paral·lel a la façana i en els laterals, més baixos, només presenta un aiguavés.
En el conjunt són destacar les obertures realitzades amb pedra: les llindes, llindars i brancals de les finestres i, especialment la portalada d'arc de mig punt realitzada amb grans dovelles.
També els angles exteriors de l'edifici són realitzats amb carreus de pedra.

## Història
L'any 1673 en Pau Cabesa comprà la casa que abans era d'en Famosa. Antigament era coneguda amb el nom de Mas Grau. El 1781 era propietat de Pere Roca. Continuà amb la família Roca fins a finals del segle passat. Fa una anys la comprà l'empresa tèxtil Mañé S. A., per instal·lar-hi una de les seves fàbriques.